# Казимјеж Долни
Казимјеж Долни (пољ. Kazimierz Dolny) град је у Пољској у Војводству лублинском. По подацима из 2012. године број становника у месту је био 2638.

## Становништво
| 2012. |
| ----- |
| 2.638 |

## Партнерски градови
- Steglitz-Zehlendorf
- Штауфен им Брајсгау